# Gran Premio del Canada 1994
Il Gran Premio del Canada 1994 è stato il 554° nella storia della Formula 1 e il sesto della stagione 1994. Fu vinto da Michael Schumacher, che precedette sul podio Damon Hill e Jean Alesi.

## Pre-gara
Andrea De Cesaris sostituisce l'infortunato Karl Wendlinger sulla Sauber. Dal punto di vista regolamentare, vi furono alcuni cambiamenti come risultato degli incidenti di Imola; essi riguardarono modifiche sul carburante delle vetture, reso simile nella composizione a quello delle comuni automobili, quindi meno prestante, al fine di rallentare le monoposto.

## Qualifiche
Le modifiche regolamentari ebbero effetti benefici sulle Ferrari, velocissime in tutte le sessioni di prova, con Jean Alesi battuto in extremis da Schumacher nella lotta per la pole.

### Risultati[1]
| Pos                     | N° | Pilota                | Costruttore       | Tempo    | Distacco | Griglia |
| ----------------------- | -- | --------------------- | ----------------- | -------- | -------- | ------- |
| 1                       | 5  | Michael Schumacher    | Benetton-Ford     | 1:26.178 |          | 1       |
| 2                       | 27 | Jean Alesi            | Ferrari           | 1:26.277 | +0.099   | 2       |
| 3                       | 28 | Gerhard Berger        | Ferrari           | 1:27.059 | +0.881   | 3       |
| 4                       | 0  | Damon Hill            | Williams-Renault  | 1:27.094 | +0.916   | 4       |
| 5                       | 2  | David Coulthard       | Williams-Renault  | 1:27.211 | +1.033   | 5       |
| 6                       | 14 | Rubens Barrichello    | Jordan-Hart       | 1:27.554 | +1.376   | 6       |
| 7                       | 7  | Mika Häkkinen         | McLaren-Peugeot   | 1:27.616 | +1.438   | 7       |
| 8                       | 15 | Eddie Irvine          | Jordan-Hart       | 1:27.780 | +1.602   | 8       |
| 9                       | 3  | Ukyo Katayama         | Tyrrell-Yamaha    | 1:27.827 | +1.649   | 9       |
| 10                      | 30 | Heinz-Harald Frentzen | Sauber-Mercedes   | 1:27.977 | +1.799   | 10      |
| 11                      | 10 | Gianni Morbidelli     | Footwork-Ford     | 1:27.989 | +1.811   | 11      |
| 12                      | 8  | Martin Brundle        | McLaren-Peugeot   | 1:28.197 | +2.019   | 12      |
| 13                      | 4  | Mark Blundell         | Tyrrell-Yamaha    | 1:28.579 | +2.401   | 13      |
| 14                      | 29 | Andrea De Cesaris     | Sauber-Mercedes   | 1:28.694 | +2.516   | 14      |
| 15                      | 23 | Pierluigi Martini     | Minardi-Ford      | 1:28.847 | +2.669   | 15      |
| 16                      | 9  | Christian Fittipaldi  | Footwork-Ford     | 1:28.882 | +2.704   | 16      |
| 17                      | 12 | Johnny Herbert        | Lotus-Mugen-Honda | 1:28.889 | +2.711   | 17      |
| 18                      | 24 | Michele Alboreto      | Minardi-Ford      | 1:28.903 | +2.725   | 18      |
| 19                      | 26 | Olivier Panis         | Ligier-Renault    | 1:28.950 | +2.772   | 19      |
| 20                      | 6  | JJ Lehto              | Benetton-Ford     | 1:28.993 | +2.815   | 20      |
| 21                      | 20 | Érik Comas            | Larrousse-Ford    | 1:29.039 | +2.861   | 21      |
| 22                      | 19 | Olivier Beretta       | Larrousse-Ford    | 1:29.403 | +3.225   | 22      |
| 23                      | 11 | Alessandro Zanardi    | Lotus-Mugen-Honda | 1:30.160 | +3.982   | 23      |
| 24                      | 25 | Éric Bernard          | Ligier-Renault    | 1:30.493 | +4.315   | 24      |
| 25                      | 31 | David Brabham         | Simtek-Ford       | 1:31.632 | +5.454   | 25      |
| 26                      | 34 | Bertrand Gachot       | Pacific-Ilmor     | 1:32.838 | +6.660   | 26      |
| Vetture non qualificate |    |                       |                   |          |          |         |
| NQ                      | 33 | Paul Belmondo         | Pacific-Ilmor     | 1:33.006 | +6.828   |         |

## Gara
Sintesi
Schumacher parte bene, così come le due Ferrari, mentre Hill si fa sopravanzare da Coulthard alla prima curva. Schumacher costruisce subito un buon margine su Alesi, mentre Berger sembra essere più in difficoltà sul passo gara: dietro all'austriaco si crea subito un "treno" di vetture formato dalle due Williams, Barrichello su Jordan e Häkkinen su McLaren. Dopo pochi giri, Hill, lasciato passare dal compagno di squadra, supera Berger e si lancia all'inseguimento dell'altra Ferrari di Alesi. Intanto Coulthard fa fatica a tenere il passo dei primi e, dopo aver fatto una breve uscita di pista, viene sopravanzato anche da Barrichello. Più indietro, si mette in luce Morbidelli che, dopo aver avuto la meglio su Irvine, riesce a superare anche Coulthard. Dopo le varie soste ai box, Hill guadagna la seconda posizione ai danni di Alesi, mentre Berger è costretto a difendere la quarta piazza da Hakkinen, che lo tallona. Più indietro, Coulthard si issa in sesta posizione, anche grazie al ritiro di Morbidelli e alle difficoltà di Barrichello, che perde diverse posizioni anche a vantaggio di Fittipaldi e Lehto. A pochi giri dalla bandiera a scacchi, si ritira anche Hakkinen. Il gran premio, dunque, si conclude con la quinta vittoria stagionale di Schumacher. Hill e Alesi completano il podio, mentre Berger, Coulthard e Fittipaldi arrivano in zona punti.
Dopo la gara, Fittipaldi verrà squalificato a causa del sottopeso della sua vettura: la sesta posizione sarà assegnata, quindi, a Lehto.
| Pos | N. | Pilota                | Costruttore       | Giri | Tempo/Ritiro       | P. al via | Punti |
| --- | -- | --------------------- | ----------------- | ---- | ------------------ | --------- | ----- |
| 1   | 5  | Michael Schumacher    | Benetton-Ford     | 69   | 1:44:31.887        | 1         | 10    |
| 2   | 0  | Damon Hill            | Williams-Renault  | 69   | +39.660            | 4         | 6     |
| 3   | 27 | Jean Alesi            | Ferrari           | 69   | +1:13.338          | 2         | 4     |
| 4   | 28 | Gerhard Berger        | Ferrari           | 69   | +1:15.609          | 3         | 3     |
| 5   | 2  | David Coulthard       | Williams-Renault  | 68   | +1 giro            | 5         | 2     |
| 6   | 6  | Jyrki Järvilehto      | Benetton-Ford     | 68   | +1 giro            | 20        | 1     |
| 7   | 14 | Rubens Barrichello    | Jordan-Hart       | 68   | +1 giro            | 6         |       |
| 8   | 12 | Johnny Herbert        | Lotus-Mugen-Honda | 68   | +1 giro            | 17        |       |
| 9   | 23 | Pierluigi Martini     | Minardi-Ford      | 68   | +1 giro            | 15        |       |
| 10  | 4  | Mark Blundell         | Tyrrell-Yamaha    | 67   | Testacoda          | 13        |       |
| 11  | 24 | Michele Alboreto      | Minardi-Ford      | 67   | +2 giri            | 18        |       |
| 12  | 26 | Olivier Panis         | Ligier-Renault    | 67   | +2 giri            | 19        |       |
| 13  | 25 | Éric Bernard          | Ligier-Renault    | 66   | +3 giri            | 24        |       |
| 14  | 31 | David Brabham         | Simtek-Ford       | 65   | +4 giri            | 25        |       |
| 15  | 11 | Alessandro Zanardi    | Lotus-Mugen-Honda | 62   | +7 giri            | 23        |       |
| SQ  | 9  | Christian Fittipaldi  | Footwork-Ford     | 68   | Squalificato       | 16        |       |
| Rit | 7  | Mika Häkkinen         | McLaren-Peugeot   | 61   | Motore             | 7         |       |
| Rit | 19 | Olivier Beretta       | Larrousse-Ford    | 57   | Motore             | 22        |       |
| Rit | 10 | Gianni Morbidelli     | Footwork-Ford     | 50   | Trasmissione       | 11        |       |
| Rit | 34 | Bertrand Gachot       | Pacific-Ilmor     | 47   | Pressione olio     | 26        |       |
| Rit | 20 | Érik Comas            | Larrousse-Ford    | 45   | Frizione           | 21        |       |
| Rit | 3  | Ukyo Katayama         | Tyrrell-Yamaha    | 44   | Incidente          | 9         |       |
| Rit | 15 | Eddie Irvine          | Jordan-Hart       | 40   | Testacoda          | 8         |       |
| Rit | 29 | Andrea De Cesaris     | Sauber-Mercedes   | 24   | Pressione olio     | 14        |       |
| Rit | 30 | Heinz-Harald Frentzen | Sauber-Mercedes   | 5    | Testacoda          | 10        |       |
| Rit | 8  | Martin Brundle        | McLaren-Peugeot   | 3    | Problemi elettrici | 12        |       |
| NQ  | 33 | Paul Belmondo         | Pacific-Ilmor     |      |                    |           |       |

## Classifiche

### Piloti
| Pos | Pilota                | Punti |
| --- | --------------------- | ----- |
| 1   | Michael Schumacher    | 56    |
| 2   | Damon Hill            | 23    |
| 3   | Gerhard Berger        | 13    |
| =   | Jean Alesi            | 13    |
| 5   | Rubens Barrichello    | 7     |
| 6   | Martin Brundle        | 6     |
| =   | Nicola Larini         | 6     |
| 8   | Ukyo Katayama         | 4     |
| =   | Mika Häkkinen         | 4     |
| =   | Karl Wendlinger       | 4     |
| =   | Mark Blundell         | 4     |
| 12  | Andrea De Cesaris     | 3     |
| =   | Christian Fittipaldi  | 3     |
| 14  | Heinz Harald Frentzen | 2     |
| =   | Pierluigi Martini     | 2     |
| =   | David Coulthard       | 2     |
| 17  | Érik Comas            | 1     |
| =   | Michele Alboreto      | 1     |
| =   | Eddie Irvine          | 1     |
| =   | JJ Lehto              | 1     |

### Costruttori
| Pos | Team      | Punti |
| --- | --------- | ----- |
| 1   | Benetton  | 57    |
| 2   | Ferrari   | 32    |
| 3   | Williams  | 25    |
| 4   | Jordan    | 11    |
| 5   | McLaren   | 10    |
| 6   | Tyrrell   | 8     |
| 7   | Sauber    | 6     |
| 8   | Footwork  | 3     |
| =   | Minardi   | 3     |
| 10  | Larrousse | 1     |